# Блинов, Александр Серафимович
Алекса́ндр Серафи́мович Блино́в (род. 12 марта 1959, Сталинск, Кемеровская область) — советский хоккеист, российский тренер.

## Биография
Александр Блинов родился 12 марта 1959 года в Новокузнецке. Играл за местный «Металлург», был призван в Советскую армию. Для прохождения службы в 1979 году приехал в Хабаровск, где стал выступать за местную армейскую команду СКА во второй лиге СССР. Начинал карьеру Александр Блинов на позиции нападающего, однако на кубке Вооружённых сил СССР 1980 года тренерским штабом команды игрок был переквалифицирован в защитники. За игровую карьеру в составе хабаровского клуба игрок сыграл 490 матчей и забросил 39 шайб.
В мае 1990 года Александр Блинов стал помощником главного тренера команды Геннадия Сафронова, а в сезоне 1992/93 после его отставки возглавил клуб, называвшийся тогда «СКА-Амур». Под его руководством в 1996 году хабаровская команда вышла в высшую лигу страны. В 1997 году Александру Блинову было присвоено звание заслуженного тренера Российской Федерации.